# Festival Série Series
 (décembre 2022).
Le festival Série Series est un événement consacré aux séries européennes et à leurs créateurs créé en 2012 par l’agence de communication Kandimari, à l’initiative de la Région Île-de-France et avec un comité éditorial composé de professionnels du secteur, se déroulant chaque début d'été à Fontainebleau, en France.
Tous les ans, fin juin - début juillet, des centaines de professionnels européens, des journalistes et un grand public francilien se retrouvent à Fontainebleau pour divers événements autour de la création sérielle européenne. Des projections et études de cas ont lieu au Théâtre municipal de Fontainebleau et au Cinéma de la ville. De nombreux débats et discussions y sont également organisés. En soirée, les premiers épisodes des séries clés de l'édition sont projetées en plein air. Les accrédités peuvent également profiter des dîners et cocktails au Théâtre ou au Château de Fontainebleau. Beaucoup de séries sont présentées en avant-première à l'occasion du festival.
Le festival Série Series est non compétitif, de manière à prôner une entraide et une émulation de la création européenne sans esprit de compétition.

## Historique
Après l'arrêt en 2010 de Scénaristes en séries à Aix-les-Bains, manifestation créée par un groupe de scénaristes de télévision, l'agence de communication Kandimari et un comité éditorial composé de représentants de tous les créateurs de séries (scénaristes, réalisateurs, productions et compositeurs) ont pris l'initiative[source secondaire souhaitée] de mettre sur pied un événement européen consacré à la série télévisée.
Chaque année depuis juillet 2012, Série Series présente une nouvelle programmation de séries inédites choisie par un comité éditorial de professionnels de l'audiovisuel qui se compose de Nicole Jamet (scénariste et aussi présidente de Scénaristes en Séries), Philippe Triboit (réalisateur), Jean-François Boyer (producteur), Hervé Hadmar (scénariste et réalisateur), Nicolas Jorelle (compositeur), David Kodsi (producteur), Bénédicte Lesage (productrice), Stefan Baron (producteur), Jed Mercurio (showrunner), Harald Hamrell (scénariste et réalisateur), Tone C Rønning (directrice de programmation), Lars Lundström (scénariste et réalisateur), Anne Landois (scénariste) ainsi que Camille de Castelnau (scénariste) et Nathaniel Méchaly (compositeur)[source secondaire souhaitée]. Le comité éditorial décide du contenu de la manifestation à savoir le choix des thèmes, des séries et des intervenants.
Série Series se présente comme « un événement 100 % séries, pensé par ceux qui les font[source insuffisante] ». L'événement offre un panorama de la création européenne en matière de séries télévisées, avec un programme : projections de séries inédites ou récentes sans compétition ni remise de prix suivies d'études de cas avec les équipes de création (scénaristes, réalisateurs, producteurs, compositeurs), des rencontres professionnelles et événements pour le public.
Le festival Série Series est financé grâce au soutien de la Région Île-de-France, de collectivités territoriales[Lesquelles ?], de structures audiovisuelles[Lesquelles ?], de diffuseurs[Qui ?], de partenaires média[Qui ?] ainsi que de partenaires privés[Qui ?].
En 2018, Série Series inaugure la première édition de Série Series Africa à Ouagadougou au Burkina Faso[source secondaire souhaitée]. Série Series Africa est l'événement consacré aux séries africaines et à ceux qui les créent. Il s'inspire du modèle de Série Series, et de ses rencontres européennes des séries pour rassembler les professionnels du continent africain et pour les faire dialoguer autour de leurs méthodes de travail et de création.Une deuxième édition de Série Series Africa a eu lieu en ligne en 2020 pour continuer à faire rayonner la création de séries pan-africaines et favoriser les rencontres entre professionnels du continent.
C'est également en 2018 que Série Series a développé sa première édition de Série Series KIDS à Fontainebleau[source secondaire souhaitée], en même temps que le festival d'origine. Celui-ci constitue cependant un festival à part entière, rythmé par des rencontres avec les créateurs, des ateliers et des projections, consacré aux enfants de 6 à 11 ans. Série Series souhaite faire découvrir aux enfants le monde de la création, ses méthodes et leur transmettre un regard neuf sur les séries d'animation qu'ils dévorent[style à revoir].

## Description
Durant 3 ou 4 jours, ce sont près de 15 séries, inédites ou familières du public, qui sont projetées et présentées par leur équipe créative au complet (scénaristes, réalisateurs, compositeurs, acteurs, producteurs et diffuseurs) venue expliquer en détail leurs étapes de fabrication. La sélection des séries repose sur les critères suivants: qualité, innovation, affirmation d'un point de vue artistique, diversité.
Série Series est un événement qui permet aux professionnels de l'audiovisuel de se retrouver autour d'événements dédiés permettant de développer un réseau européen.
Série Series contribue également à créer « L’Europe des séries», un réseau des professionnels de la série sur le plan européen. C’est un événement dans le cadre duquel se retrouvent et dialoguent les créateurs de séries dans une ambiance d’échange et de partage et aussi un outil à destination des professionnels à travers :
- La projection[pertinence contestée] de séries inédites ou récentes et leur analyse approfondie par les équipes créatives
- Des master-classes[pertinence contestée] sur des thèmes liés à l’évolution du monde des séries en Europe (Présentation du renouveau du marché des séries par Eurodata Worldwide ou la conférence sur La Turquie, nouvel eldorado des séries ?)
- Un conclave des diffuseurs réunissant les dirigeants des chaînes européennes[6][source insuffisante]
- Une vidéothèque permettant de revoir les séries de la sélection en replay[pertinence contestée]
- Une Meeting Room offrant un cadre pour les rendez-vous professionnels[pertinence contestée]
- La retranscription de l’intégralité des discussions sous la forme d’Actes ainsi que des modules vidéos de ces mêmes discussions[pertinence contestée]

Série Series a aussi une dimension politique puisque la manifestation accueille depuis sa création, la Journée de la création TV organisée par l’Association pour la Promotion de l’Audiovisuel (APA).

## Un festival ouvert au public
Le festival Série Series permet au public d'assister à une grande partie de la programmation de l'événement. Ouvrir sa programmation c’est permettre au public de dialoguer avec les créateurs des séries et inversement. En 2013, toute l’équipe de la série Un Village Français est venue à la rencontre du public et une grande séance de dédicaces a eu lieu à l’issue de la conférence.
Série Series organise aussi des événements spécialement pour le public. Par exemple, en 2013, Série Series a accueilli l’orchestre Symphonifilm pour un concert des génériques de séries. Pendant près d’une heure, une quarantaine de musiciens ont interprété de grands classiques des séries télévisées.

## Des actions auprès des jeunes
Série Series s’engage en faveur des jeunes publics à travers des actions ciblées en amont de la manifestation. Chaque année, ce sont plusieurs professionnels qui interviennent au sein des lycéens franciliens pour faire découvrir leur métier. En 2013 par exemple, Nicolas Jorelle, compositeur, était intervenu auprès des élèves des écoles de musique du Pays de Fontainebleau. Une plongée dans les coulisses des séries télévisées et une découverte d’un métier du monde de l’audiovisuel[style à revoir]. Série Series a réaffirmé cet engagement en 2017 en organisant plus d’événements avec le soutien de la région Ile-De-France[source secondaire souhaitée].

### Série Series Kids
Série Series KIDS permet aux plus jeunes (6-11 ans) une découverte des œuvres, de leur fabrication et des métiers à travers des séances sur mesure permettant de décrypter les étapes de fabrication d'animation.
Depuis 2014, Série Series portait dans son programme des séances destinées aux enfants : Ernest et Célestine, En sortant de l'école, Le Petit Prince, Max et Maestro... Et développe en 2018 la première édition de Série Series Kids, le festival de séries pour les enfants. Ce nouveau festival à destination du grand public notamment est aux mêmes dates que Série Series et propose au-delà des projections, des ateliers ludiques ainsi que des rencontres avec les équipes des séries proposées aux jeunes[source secondaire souhaitée].

## Un festival International
Série Series a souhaité dépasser le cadre de Fontainebleau et s'est étendu avec des sessions "Hors Les Murs"[source insuffisante] à Utrecht, Oslo, Paris... Mais aussi en Afrique avec en 2018 la première édition de Série Series Ouagadougou, le premier festival panafricain des séries, co-fondé par le producteur burkinabé Issaka Sawadogo. L'objectif affiché de ce nouveau rendez-vous est de renforcer l'indépendance des productions africaines[source secondaire souhaitée] souvent influencées par le Brésil, Les États-Unis et l'Europe. Ainsi, "The African Series Summit" a donc eu lieu pour la première fois du 27 février au 1er mars 2018. Série Series Africa a pour ambition de fédérer les professionnels[source secondaire souhaitée] sur le continent africain tous les deux ans. En 2020, en raison de la crise sanitaire, l'événement a été déployé en ligne sur SérieSeries.tv.
Tout comme l'édition française, l'édition burkinabè a réuni des séries prêtes à être diffusées, des « work in progress », des études de cas, des masterclass, des conférences, des ateliers de formation[source insuffisante]. Furent ainsi réunis des créateurs notamment européens et Africains, ainsi qu'en tout, 150 festivaliers et professionnels venus discuter de leurs projets et échanger sur leurs façons de travailler. Cela a notamment permis de mettre en valeur les forces créatives du continent mais aussi de montrer le manque de financement des séries africaines qui met en cause la qualité des productions.

## Éditions

### 2012
Le 1er festival Série Series se déroule du 5 au 7 juillet 2012 et réunit 550 professionnels européens pour trois jours de projections et de rencontres autour des séries télévisées européennes.
Les séries projetées et suivies d’études de cas sont :
- The Hour, saison 2 (BBC)  Royaume-Uni
- Real Humans, saison 1 (SVT)  Suède
- The Killing (DR)  Danemark
- Lilyhammer, saison 1 (NRK)  Norvège
- Inquisitio (France 2)  France
- Profilage (TF1)  France
- Vestiaires (France 2)  France
- Bron (DR, SVT)  Danemark  Suède
- Caïn (France 2)  France
- Les Lascars (Canal+)  France

Les conférences sont :
- Dominic Minghella, showrunner : l’exemple britannique
- Droit d’auteur et copyright
- La coproduction européenne de séries
- Les dispositifs d’aide au financement pour es séries en Europe
- La composition originale de musique de séries TV

### 2013
Le 2e festival Série Series se déroule du 3 au 6 juillet 2013 et réunit 550 professionnels européens pour trois jours de projections et de rencontres autour des séries télévisées européennes. Cette seconde édition comprend une journée supplémentaire. Près de 700 professionnels au total répondent présent.
Les séries projetées et suivies d’études de cas sont :
- Mr Selfridge, saison 1 (ITV)  Royaume-Uni
- Ma Meuf (HD1)  France
- Crossing Lines (SAT1, TF1)  France  Allemagne
- Line of Duty, saison 1 (BBC2)  Royaume-Uni
- Moone Boy, saison 1 (Sky1)  Irlande
- Rita, saison 1 (TV2)  Danemark
- Braunschlag (ORF)  Autriche
- Utopia, saison 1 (Channel 4)  Royaume-Uni
- Downton Abbey, saison 3 (ITV)  Royaume-Uni
- Un Village français, saison 5 (France 3)  France
- Una mamma Imperfetta (Rai, Corriere)  Italie
- Death of a Pilgrim (SVT)  Suède
- Dos au mur (Chérie 25)  France
- 30 Degrees in February (SVT)  Suède
- Real Humans, saison 2 (SVT)  Suède
- Scènes de ménages (M6)  France
- According to Robert (Vara)  Pays-Bas
- Clan (VTM)  Belgique

Les conférences sont :
- Eurodata : le renouveau du marché des séries : qui, où et comment ?
- La création des séries en Espagne
- Eurodata : la nouvelle donne du marché de la création
- Le son des séries
- Une discussion avec John Yorke
- Une discussion avec Nicolas Colin
- Une discussion avec Emmanuel Schwartzenberg
- Le format : nouvelle perspective de développement pour la création de fiction
- La Turquie, nouvel eldorado des séries TV ?

### 2014
Le 3e festival Série Series se déroule du 2 au 4 juillet 2014.
Les séries projetées et suivies d’études de cas sont :
- Borgia saison 3 (Canal+)  France
- Braccialetti Rossi (Rai)  Italie
- Charlie (RTE)  Irlande
- Critical (Sky 1)  Royaume-Uni
- Heartless (Kanal 5)  Danemark
- Heavy Water War (NRK)  Norvège
- Hollands Hoop (NTR)  Pays-Bas
- Inside n°9 (BBC 2)  Royaume-Uni
- Les Hommes de l'ombre saison 2 (France 2)  France
- Les Témoins (France 2)  France
- Norskov (TV2)  Danemark
- Peaky Blinders (BBC 2)  Royaume-Uni
- The Stone (SVT / ITV)  Suède  Royaume-Uni
- The Wrong Mans (BBC 2 / Hulu)  Royaume-Uni
- Viva Hate (SVT)  Suède
- Welcome to Sweden (TV4)  Suède

### 2015
La 4e saison de Série Series a lieu du 1er au 3 juillet 2015.
Les séries projetées et suivies d'études de cas sont :
- Bloodline (Netflix)  États-Unis
- Deutschland 83 (RTL)  Allemagne
- Downton Abbey (RTE)  Royaume-Uni
- Humans (Channel 4)  Royaume-Uni
- Il Giovane Montalbano (série télévisée) (Rai)  Italie
- Le Bureau des légendes (Canal+)  France
- Norhtern Mishaps (Nelonen)  Finlande
- Le mystère Enfield (Sky)  Royaume-Uni
- The Heavy Water War  (NRK)  Norvège
- Torpederna (TV4)  Suède
- Trapped (RUV Iceland)  Islande

### 2016
La 5e saison de Série Series se tient du 29 juin au 1er juillet 2016.
Y sont projetées et étudiées :
- Downshifters (TV2)  Finlande
- Flowers (Channel 4)  Royaume-Uni
- Follow The Money (DR)  Danemark
- Guyane (Canal +)  France
- #Hashtag (NRK)  Norvège
- Kosmo (République tchèque) Modèle:Czech Television
- Marcella (ITV/Netflix)  Royaume-Uni
- Skam (NRK)  Norvège
- Shield 5 (Instagram)  Royaume-Uni
- The Bonus Family  (SVT)  Suède
- The Day Will Come (TV2)  Danemark
- Tomorrow I Quit (ZDF)  Allemagne
- Valkyrien (NRK)  Norvège

Y ont été projetées et étudiées :

### 2017
La 6e saison de Série Series a lieu du 28 au 30 juin 2017.
Les séries projetées sont :
- All Wrong (BlackPills)  France  États-Unis
- Five2Twelve (Kika)  Allemagne
- Guerilla (Sky/Showtime)  Royaume-Uni  États-Unis
- Hassel (Viaplay)  Suède
- Match (NRK) Modèle:Norway
- Our time is now (SVT)  Suède
- Shadow of the ferns (Joj TV)  République tchèque
- Tabula Rasa (ZDF Neo)  Belgique
- The Same Sky  (ZDF)  Allemagne
- The simple Heist (TV4)  Suède
- The swell (VRT éen, EO)  Pays-Bas  Belgique

### 2018
La 7e édition de Série Series a lieu du 26 au 28 juin 2018 à Fontainebleau.
Les séries finies projetées et étudiées sont :
- A Very English Scandal (BBC One)  Royaume-Uni
- Aux Animaux la guerre (France 3)  France
- Back to Corsica (France 3 Corse)  France
- Champion (RTBF)  Belgique
- Clash of Futures (ARTE, ARD, SWR, NDR)   Allemagne,  France,  Luxembourg,  Belgique
- Conspiracy of Silence (Viaplay)   Suède
- Father’s Day (Bulgarian National Television)   Bulgarie
- Fenix (KPN)   Pays-Bas
- Home Ground / Heimebane (NRK)   Norvège
- Innocent (ITV)  Royaume-Uni
- Liberty (DR)   Danemark
- Matadero (Atresmedia Télévision)   Espagne
- Over la nuit (France 3 Corse)   France
- Patrick Melrose (Sky Atlantic, Showtime)  Royaume-Uni
- Quartier des banques (RTS, RTBF)   Suisse,  Belgique
- Sakho et Mangane (Canal + Afrique)   Sénégal
- Sirene (Rai)   Italie
- State of Happiness (NRK)   Norvège
- Stella Blomkvist (Síminn, 13e Rue)  Islande
- West of Liberty (ZDF, SVT)   Allemagne,  Suède

Pour Série Series KIDS, les séries projetées et/ou étudiées sont :
- Akissi (France Télévision)  France,  Belgique
- Angelo la débrouille (France 3)  France
- En sortant de l'école (France 3),  France
- Léna, Rêve d'étoile (Disney Channel France)  France
- Mily Miss Questions (France Télévisions),  France
- Mon Chevalier et moi (TéléTOON+)  France,  Belgique
- Zip zip (France 3, Disney Channel)  Belgique

### 2019
Le 8e festival Série Series réunit 750 professionnels européens pour trois jours de projections et de rencontres autour des séries télévisées européennes. Les séries projetées et étudiées sont :
- 45 revoluciones (Antena 3 TV)  Espagne
- Back to life (BBC Three)   Royaume-Uni
- Dark money (BBC One)   Royaume-Uni
- Floodland (Avrotros)   Belgique
- Happily Never After (RUV)   Islande
- Hide and Seek (ICTV Ukraine)   Ukraine
- Polichinelles (Melocoton Films)   France
- When the dust settles (Danish Broadcasting Corporation)   Danemark

Pour le festival Série Series KIDS, les séries au programme sont :
- Apollon (France Télévisions)   France
- Arthur et les enfants de la table ronde (Télétoon+)   France
- Athleticus (Arte)   France
- Bonjour le monde (France Télévisions)   France
- Commandant Clark (France Télévisions)   France
- Jean-Michel Super Caribou (France Télévisions, RTBF)   France,  Belgique
- L’arbre à palimpseste (France Télévisions)   France
- Léna, rêve d’étoile (France Télévisions, Disney Channel)  France
- Marblegen (TF1, Canal J)   France
- Max & Maestro (France Télévisions, Rai)  France,  Italie
- Mike, une vie de chien (Cake)  France,  Canada

### 2020
Le 9e festival Série Series a lieu en digital et réunit 1200 professionnels en ligne sur le réseau et sur une plateforme dédiée. Des milliers de personnes suivent la saison 1 de Série Series l'émission.
Y sont étudiées les séries finies :
- Immigrant-ish (NRK)  Norvège
- Kalifat (SVT, Netflix)   Suède
- La linea invisible (Movistar+)   Espagne
- MaPa (Joyn)   Allemagne
- Normal People (BBC Three, Hulu)   Irlande,  Royaume-Uni
- Rampensau (Vox)  Allemagne
- The Hunt for a Killer (SVT)   Suède
- Think Big! (Sat. 1)  Allemagne

### 2021
La 10e édition de Série Series a eu lieu du 30 juin au 3 juillet 2021 et signe le retour de la manifestation à Fontainebleau. De nombreux événements spéciaux ont été organisés en plus du programme de projections et de rencontres avec les équipes : des projections en forêt, place de la République, des scènes extérieures, un plateau de podcast, des discussions entre professionnelles des séries au Château Rosa Bonheur, une grande exposition de photos par Caroline Dubois prises sur les plateaux de tournage de séries françaises emblématiques (Engrenages, Les petits Meurtres d'Agatha Christie, Ils étaient dix, L'Art du Crime)...
Les séries finies qui y sont étudiées et projetées sont :
- A Royal Secret (SVT, NRK, DR, Yle, RUV)   Suède
- Bad Apples (Elisa Viihde Viaplay)   Finlande
- Cargo (Yle)  Finlande
- Container (START)  Russie
- I May Destroy You (BBC, HBO)   Royaume-Uni
- It’s a sin (Channel 4, Canal+)  Royaume-Uni
- Journey (Channel 2 Iceland)   Islande
- La Chance de ta vie (RTS)   Suisse
- Leonardo (Rai, France Télévisions, RTVE, Amazon Prime Video)   Italie,  France,  Espagne
- Me and the others (SKY Deutschland)   Autriche
- Mortel (Netflix)   France
- Shtisel (yes TV, Netflix)  Israël
- Small Axe - Red, white and blue (BBC)  Royaume-Uni
- Snow Angels (SVT, DR, NRK, Yle, RUV),  Suède

Il y a également eu deux séances pour les enfants :
- Les Mystérieuses Cités d'Or (France Télévisions)   France
- Simon (France Télévisions)  France

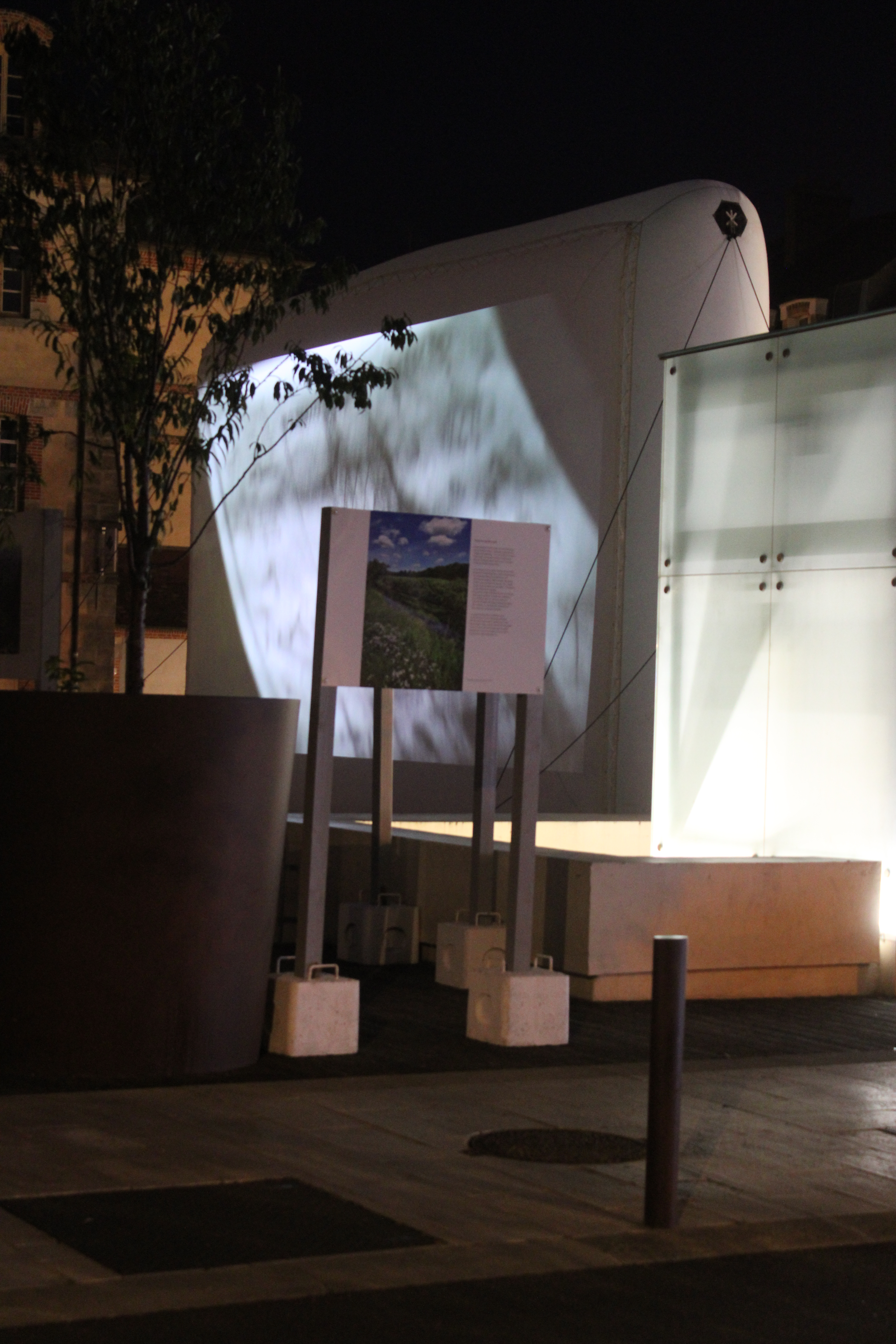
Projection de Leonardo sur grand écran gonflable sur la place de la République, le soir du 30 06 2021